# أيزيا واشنطن
أيزيا واشنطن (بالإنجليزية: Isaiah Washington)‏ ممثل أمريكي من مواليد 3 أغسطس 1963 اشترك في مسلسل غريز أناتومي في دور جراح القلب (بريستون بورك).
و اشترك في مسلسل «المائة - The 100» في دور الحاكم «ثيلونيوس جاها» وهو أحد أفضل المسلسلات التي مثلها، كما مثل دوراً مهماً أمام كلينت استوود في فيلم «جريمة حقيقية».

## مواقع خارجية
- أيزيا واشنطن على موقع IMDb (الإنجليزية)
- أيزيا واشنطن على موقع ألو سيني (الفرنسية)
- أيزيا واشنطن على موقع أول موفي (الإنجليزية)
- أيزيا واشنطن على موقع قاعدة بيانات الأفلام السويدية (السويدية)
- أيزيا واشنطن على موقع إن إن دي بي (الإنجليزية)
- أيزيا واشنطن على موقع قاعدة بيانات الفيلم (الإنجليزية)
- أيزيا واشنطن على موقع كينوبويسك (الروسية)